# Monte Carmelo (kommun)
Monte Carmelo är en kommun i Brasilien.   Den ligger i delstaten Minas Gerais, i den sydöstra delen av landet, 300 km söder om huvudstaden Brasília. Antalet invånare är 45 799.
Följande samhällen finns i Monte Carmelo:
- Monte Carmelo

Omgivningarna runt Monte Carmelo är huvudsakligen savann. Runt Monte Carmelo är det ganska glesbefolkat, med 36 invånare per kvadratkilometer.